# جو هوتون (كرة سلة)
جو هوتون (بالإنجليزية: Joe Hutton)‏ مواليد 06 أكتوبر 1928 - الوفاة 19 أكتوبر 2009، كان مدرب كرة سلة أمريكي ولاعب. بدأ مسيرته الاحترافية في سنة 1950. تم اختياره من قبل فريق لوس أنجلوس ليكرز خلال الدرافت. بلغ طوله 6 قدم 1 بوصة (1.9 م). اعتزل اللعب في 1952. فاز بلقب دوري إن بي إيه.

## روابط خارجية
- جو هوتون على موقع إن بي أي (الإنجليزية)
- جو هوتون على موقع سبورتس رفرنس (الإنجليزية)
- جو هوتون على موقع كلية كرة السلة في سبورتس رفرنس.كوم (الإنجليزية)
- جو هوتون على موقع ريلجم (الإنجليزية)
- جو هوتون على موقع بروبوليرز (الإنجليزية)
- جو هوتون على موقع كلية كرة السلة في سبورتس رفرنس.كوم (الإنجليزية)